# LG Optimus Black
LG P970 Optimus Black là điện thoại thông minh được thiết kế và sản xuất bởi LG Electronics và được phát hành vào năm 2011. Chỉ với độ dày 9.2 mm, nó là điện thoại thông minh mỏng nhất của LG tại thời điểm phát hành và mỏng hơn một chút so với iPhone 4. LG Optimus Black có màn hình WVGA NOVA và được coi là sáng hơn màn hình của đối thủ cạnh tranh với độ sáng được tuyên bố chính thức là hơn 700 nits. Tuy nhiên, độ sáng thực tế của màn hình được đo là khoảng 749 nits. Hơn nữa, màn hình NOVA tiêu thụ ít năng lượng hơn so với màn hình của đối thủ cạnh tranh. LG Optimus Black được tuyên bố là điện thoại thông minh đầu tiên có camera trước 2MP.

## Thị trường có sẵn

### Bắc Mỹ
Tại Hoa Kỳ, LG Optimus Black được cung cấp bởi nhiều nhà mạng không dây được biết đến bởi các nhãn hiệu riêng của họ.
- Sprint và Boost Mobile đã phát hành nó với tên gọi LG LS855 Marquee.
- NET10 / Straight Talk cung cấp nó dưới dạng LG L85C mặc dù nó vẫn giữ tên "Optimus Black".
- US Cellular cung cấp nó như LG US855 Majestic.
- KT Korea cung cấp nó như LG KU5900.
- Còn các nhà mạng khác trong khu vực cung cấp nó như LG 855 Ignite.

Tại Canada, biến thể LG Optimus Black Skype Edition được Telus Mobility cung cấp dưới dạng phiên bản đặc biệt hợp tác với Skype. Sau đó, hãng này đã ngừng cung cấp dịch vụ này và tất cả các cổ phiếu còn lại đã được đóng gói lại cho thương hiệu Koodo Mobile của Telus.

## Nâng cấp phần mềm
Các biến thể LG P970 Optimus Black và CDMA đã nhận được bản nâng cấp lên Android 2.3.4, giúp cải thiện thời lượng pin, tăng cường tự động lấy nét và các ứng dụng mới. Kể từ ngày 4 tháng 1 năm 2013, với bản nâng cấp lên Android 4.0.4 được cung cấp cho P970 thông qua công cụ hỗ trợ chính thức của LGMobile; tuy nhiên, không có bản nâng cấp nào được cung cấp cho các biến thể CDMA của điện thoại và cố gắng nâng cấp nó bằng phần mềm của P970 sẽ khiến thiết bị không thể hoạt động.